# Gare de La Chapelle-sur-Loire
La gare de La Chapelle-sur-Loire est une gare ferroviaire française de la ligne de Tours à Saint-Nazaire, située sur le territoire de la commune de La Chapelle-sur-Loire, dans le département d'Indre-et-Loire, en région Centre-Val de Loire.

## Situation ferroviaire
Établie à 35 mètres d'altitude, la gare de La Chapelle-sur-Loire est située au point kilométrique (PK) 276,850 de la ligne de Tours à Saint-Nazaire entre les gares de Saint-Patrice et Port-Boulet.

## Service des voyageurs

### Accueil
C'est un point d'arrêt non géré (PANG),  équipé de deux quais avec abris.

### Desserte
La Chapelle-sur-Loire est desservie par des trains TER Centre-Val de Loire de la ligne no 28 Tours - Saumur. Ces trains sont en provenance ou à destination de Tours, Saumur, voire au-delà vers Angers-Saint-Laud ou Thouars.

## Patrimoine ferroviaire

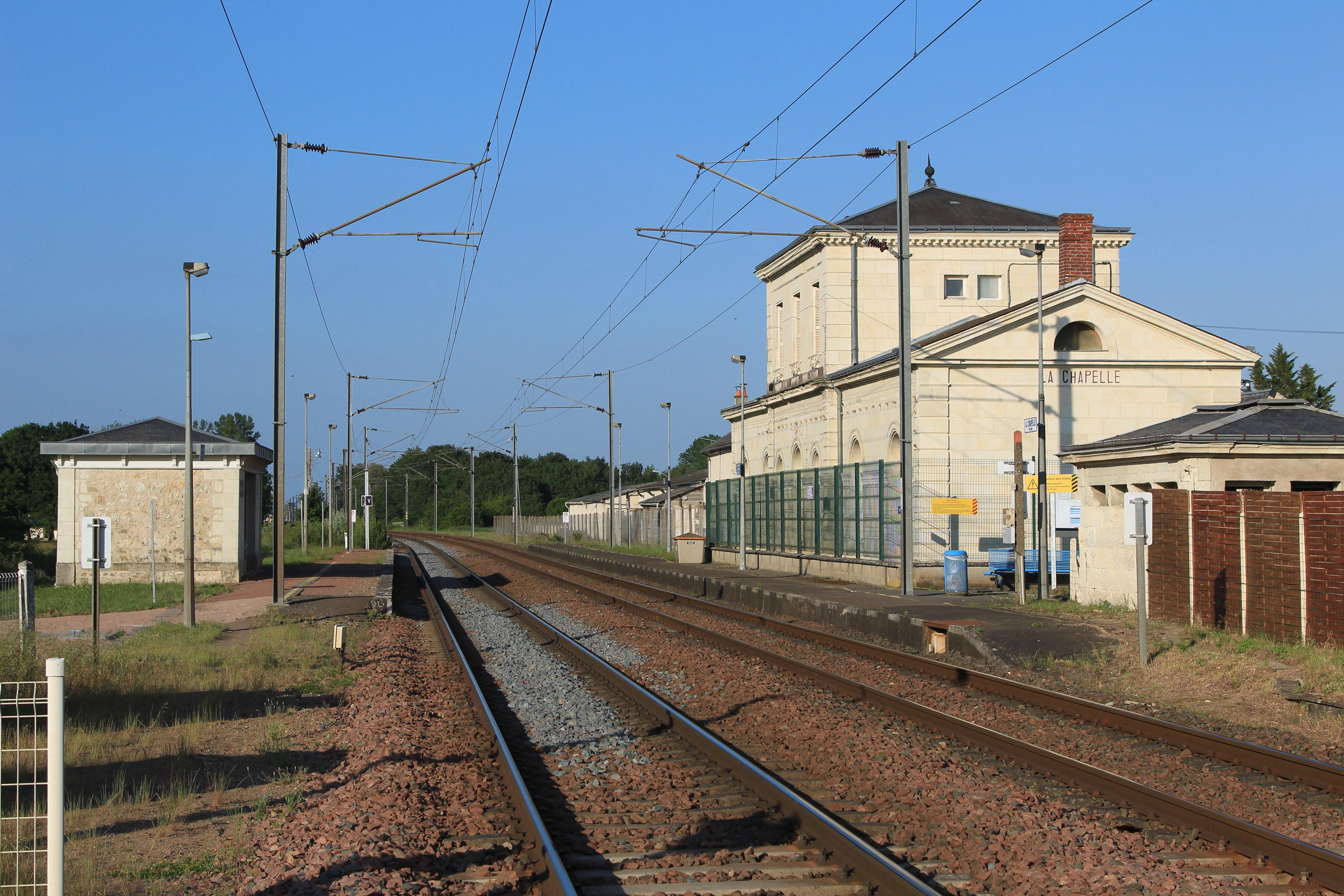
Vues des quais en direction de Tours.

Le bâtiment voyageurs, construit en 1848, est en tous points identique à celui de la gare de Langeais. Il s'agit d'un édifice de style néoclassique comportant un corps central à étage encadré par deux ailes basses symétriques. Il n'exerce plus la fonction de gare et a été restauré.
L'abri de quai d'origine existe toujours, ainsi que la maison de garde-barrière et un petit bâtiment (anciennes toilettes ou lampisterie).